# Бедомев цикас
Бедомев цикас (Cycas beddomei) е вид растение от семейство Cycadaceae. Видът е застрашен от изчезване.

## Разпространение
Разпространен е в Индия (Андхра Прадеш).